# Pachysentis
Pachysentis, rod parazitskih crva bodljikave glave iz porodice Oligacanthorhynchidae. Sastoji se od deset vrsta.
- Pachysentis angolensis (Golvan, 1957),
- Pachysentis canicola Meyer, 1931,
- Pachysentis dollfusi (Machado, 1950),
- Pachysentis ehrenbergi Meyer, 1931,
- Pachysentis gethi (Machado, 1950),
- Pachysentis lenti (Machado, 1950),
- Pachysentis procumbens Meyer, 1931,
- Pachysentis procyonis (Machado, 1950),
- Pachysentis rugosus (Machado, 1950),
- Pachysentis septemserialis (Machado, 1950)